# Fucecchio
Fucecchio település Olaszországban, Toszkána régióban, Firenze megyében. Lakosainak száma 22 630 fő (2023. január 1.). Fucecchio Altopascio, Cerreto Guidi, Larciano, Ponte Buggianese, Santa Croce sull’Arno, Castelfranco di Sotto, Chiesina Uzzanese és San Miniato községekkel határos.

## Népesség
A település lakossága az elmúlt években az alábbi módon változott:
| Lakosok száma | 23 515 | 23 275 | 22 630 |
|               | 2013   | 2018   | 2023   |